# Ga Gwangcheon
Ga Gwangcheon là một ga đường sắt ở Gwangcheon-eup, Hongseong, Chungcheong Nam, Hàn Quốc, trên Tuyến Janghang của Korail.

## Liên kết
- (tiếng Hàn) Thông tin ga từ Korail